# Rei Barba de Melro (filme de 2008)
Rei Barba de Melro (título da TV Cultura) ou O Rei Bico-De-Tordo (título do Globosat Play) é um filme de conto de fadas alemão de Sibylle Tafel de 2008. É um remake do filme de conto de fadas de "König Drosselbart'" (Rei Barba de Melro) de 1965 . Ambos os filmes são baseados no conto de fadas de mesmo nome dos Irmãos Grimm. O filme foi criado como parte da série de filmes de contos de fadas "Melhores Contos de Grimm e Andresen", que foi transmitida pela primeira vez em 2008 pelo canal de televisão alemão Erste Deutsche Fernsehen.

## Sinopse
Quando a orgulhosa princesa Isabella recusa todos os seus pretendentes, seu pai, o rei, perde a paciência e promete casá-la com o próximo mendigo que bater em sua porta.

## Elenco
| Ator/Atriz           | Personagem                           |
| -------------------- | ------------------------------------ |
| Jasmin Schwiers      | Princesa Isabella                    |
| Hubert Mulzer        | Rei August                           |
| Ken Duken            | Príncipe Richard/ Rei Barba de Melro |
| Felicitas Woll       | Princesa Maximiliane                 |
| Arthur Brauss        | Rei Ottokar                          |
| Carolin Weber        | Vendedora de peixe                   |
| Ulla Geiger          | Lojista                              |
| Roman Kurtz          | Cozinheiro                           |
| Karsten Morschett    | Servo                                |
| Harald Pfeiffer      | Conselheiro Real                     |
| Timo Jacobs          | Hussardos                            |
| Manuel Cortez        | Hussardos                            |
| Jan van Weyde        | Príncipes pretendentes para Isabella |
| Hendrik Borgmann     | Príncipes pretendentes para Isabella |
| Robert Hofmann       | Príncipes pretendentes para Isabella |
| Mareike Lindenmeyer  | Empregadas da princesa               |
| Christina Wiederhold | Empregadas da princesa               |
| Marisa Leonie Bach   | Empregadas da princesa               |
| Rainer Ewerrien      | Senhorio                             |